# Bad Film
Pour plus de détails, voir Fiche technique et Distribution.
Bad Film est un film japonais réalisé par Sion Sono, tourné en 1995 et sorti en 2012.

## Synopsis
Le film tourne autour de la rivalité de deux gangs à Tokyo, l'un chinois et l'autre japonais.

## Fiche technique
- Titre : Bad Film
- Réalisation : Sion Sono
- Scénario : Sion Sono
- Photographie :
- Montage : Sion Sono
- Pays :  Japon
- Genre : Action et comédie
- Durée : 161 minutes
- Dates de sortie : 
  - Japon : 17 septembre 2012 (Kanazawa Film Festival)
  - France : 9 septembre 2013 (L'Étrange Festival)

## Distribution
- Yūya Ishikawa : Yuya Ishikawa
- Takeshi Itō
- Kōta Mori : Kota Mori
- Yoshihiro Nishimura
- Sion Sono : Shiro Kita
- Masahiro Sugiyama : le chef Sugiyama
- Keiko Suzuki : Maggie

## Distinctions
Le film a été présenté au Festival international du film fantastique de Catalogne en compétition pour le prix Noves Visions Experimenta.